# Marie Madeleine Togo
Pour les articles homonymes, voir Togo (homonymie).
Marie Madeleine Togo, née le 1er janvier 1954 à Pel Maoudé, est une femme politique et médecin malienne. Elle est notamment ministre de la Santé de 2015 à 2017.

## Biographie
Marie Madeleine Togo obtient un doctorat en médecine à l'École nationale de médecine et de pharmacie de Bamako en 1982. Elle obtient également un DES en anesthésie et réanimation au CHU de Clermont-Ferrand ainsi qu'un diplôme en médecine de catastrophe au CHU d'Amiens en 1983.
Elle travaille au Service de néphrologie de l'Hôpital du Point G et dirige de 1999 à 2004 le CHU Gabriel Touré. Elle travaille ensuite Centre de santé de référence de la Commune V de Bamako puis au ministère de la Santé en tant que  conseillère technique de novembre 2007 à février 2014.  
Elle est ministre de la Santé du 24 septembre 2015 au 11 avril 2017 au sein du gouvernement Modibo Keïta.